# Caribbean Research and Management of Biodiversity Foundation

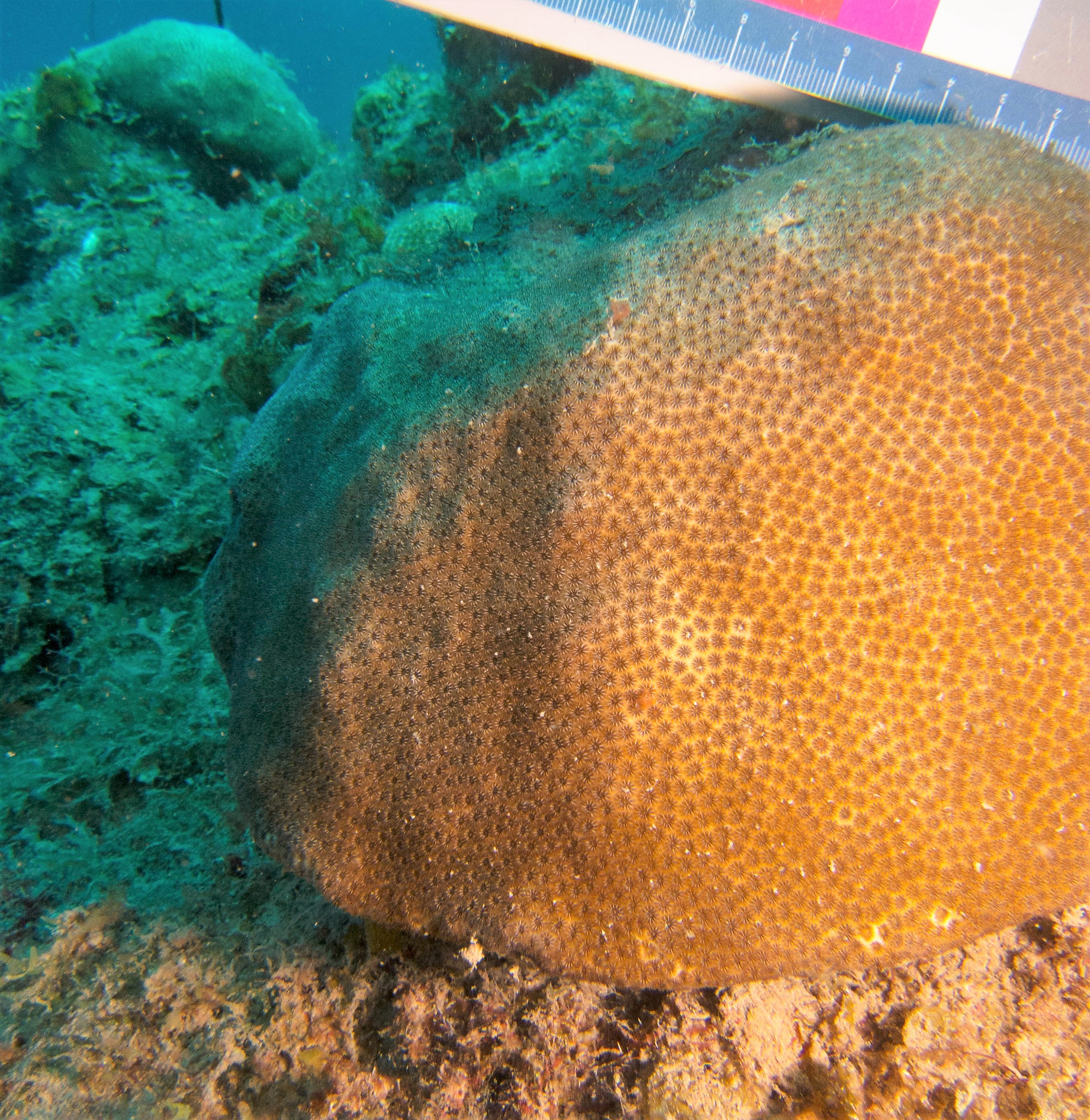
Marien-biologisch onderzoek door CARMABI (2015)

Caribbean Research and Management of Biodiversity Foundation (voorheen The Caribbean Marine Biological Institute; veelal afgekort tot CARMABI Foundation of enkel CARMABI) is een onderzoeksinstelling in Curaçao, voorheen Nederlandse Antillen. Het is gelegen aan de Piscaderabaai, op 25m van de Caraïbische Zee. Hun onderwijs- en onderzoeksprogramma bestrijkt onder andere de ecologische aspecten van visserij en koraalrifwetenschap.

## Geschiedenis
In 1955 stelde het hoofd van de petroleumindustrie van Curaçao geld beschikbaar voor een wetenschappelijk instituut in Piscadera Bay, omdat het een perfecte locatie was voor onderzoek. Vervolgens werden plannen gemaakt om de instelling op te richten. Oorspronkelijk werd het Caraïbisch Marien Biologisch Instituut (CARMABI) genoemd. Het station werd ingeplant aan de open einde van de baai. Het werk concentreerde zich op onderzoek op het gebied van de ecologische visserij. Omdat het baaifront uitgebreide koraalriffen heeft, werd in 1969 onderzoek op het gebied van koraalrifwetenschap opgestart. Als gevolg van de toegenomen activiteiten van het instituut, werd de CARMABI-faciliteit uitgebreid met een nieuw gebouw met laboratoriumfaciliteiten aan de kust. Residentiële slaapzalen werden ook gebouwd om 30 personen te huisvesten. Tegen 1970 bevatte de faciliteit natte en droge laboratoria, een aquarium en vier werkruimtes.
In samenwerking met de National Parks Foundation van de Nederlandse Antillen (STINAPA), voerde CARMABI terrestrische en mariene projecten uit, waarbij CARMABI wordt geassocieerd met onderzoek terwijl STINAPA wordt geassocieerd met management. In 1999 werden CARMABI en STINAPA een enkele entiteit, omgedoopt tot de Caribbean Research en Management of Biodiversity Foundation, hoewel ze nog steeds CARMABI worden genoemd. CARMABI, de SECORE (SEXual COral REproduction) Foundation en het Seaquarium Beach voerden gezamenlijk een studie uit op Curaçao, waarbij de technieken werden ontwikkeld die nodig zijn om de Acropora palmata in het hele Caraïbische gebied te regenereren. De CARMABI Foundation draagt ook bij aan het beheer van het Christoffelpark en het Shete Boka Park, en is "het grootste veldstation in de zuidelijke Caraïben".